# Quercus tridentata
Quercus tridentata là một loài thực vật có hoa trong họ Cử. Loài này được Engelm. ex A.DC. miêu tả khoa học đầu tiên năm 1864.